# Doughboy Park
Doughboy Park é um parque público da cidade de Nova Iorque de 1,71 acres (6.900 m²), no bairro de Woodside, no Queens. Está localizado em um terreno montanhoso entre a Skillman Avenue e a Woodside Avenue, e entre a 54th Street e a 56th Street. 
A área do parque foi originalmente obtida pela cidade como uma área de recreação para a escola local PS 11 em 1893. Durante a Primeira Guerra Mundial, soldados locais se encontraram aqui antes de embarcarem para a frente na Europa. Um memorial foi encomendado pelo Conselho da Comunidade Woodside para esses soldados, incluindo dez que foram mortos durante a guerra. O memorial foi dedicado no Memorial Day, em 30 de maio de 1923. Apresenta a estátua de um soldado de infantaria americano sombrio e ferido, coloquialmente chamado doughboy. A estátua de bronze foi criada pelo escultor de Flushing, Queens, Burt Johnson, que também projetou outra estátua de doughboy no DeWitt Clinton Park, em Manhattan. A estátua foi selecionada como o melhor memorial do gênero em 1928 pela Federação Americana de Artistas.
O terreno do parque era considerado muito íngreme para as crianças brincarem e, em 1957, o terreno foi entregue ao Departamento de Parques e Recreação da Cidade de Nova Iorque. Em 1959, a seção da 54th Street entre a 39th Drive e a Woodside Avenue foi removida e convertida em parque, conectando o parque ao Windmuller Park adjacente. Assentos, caminhos e árvores foram instalados mais tarde no parque e, em 1971, o parque recebeu seu nome atual. Um projeto de conservação em 1990 restaurou a estátua, e várias atualizações para o parque mantiveram o parque.
Desde a instalação da estátua em 1923, o parque tem sido palco de eventos locais do Memorial Day e outros eventos patrióticos. Em 2006, no quinto aniversário dos ataques terroristas de 11 de setembro de 2001, uma placa comemorativa no parque foi dedicada. Diz: 
:Em 11 de setembro de 2001, os seguintes que moravam ou trabalhavam em Woodside morreram no ataque ao World Trade Center. Suas vidas tocaram nossos corações, seu sacrifício nos mudou para sempre.
Lembramo-los com amor e honra.
(34 nomes seguem)
Em 2017, foi anunciado que a área de estar do Doughboy Plaza e o memorial do 11 de setembro seriam reconstruídos a um custo de 750 mil dólares. O orçamento do projeto foi posteriormente duplicado  e a reconstrução foi aprovada no início de 2018. O projeto seria concluído em 2020.